# خربة أفيق
خربة أفيق هي إحدى قرى الجمهورية اليمنية. تتبع جغرافيا لمحافظة ذمار وإداريًا لمديرية ميفعة عنس. يبلغ تعداد سكانها 5025 نسمة حسب الإحصاء الذي أجري عام 2004.